# 6622 Matvienko
6622 Matvienko eller 1978 RG1 är en asteroid i huvudbältet som upptäcktes den 5 september 1978 av den rysk-sovjetiske astronomen Nikolaj Tjernych vid Krims astrofysiska observatorium på Krim. Den har fått sitt namn efter Vladimir P. Matvienko.
Asteroiden har en diameter på ungefär 10 kilometer.